# Feras Fayyad
Feras Fayyad, arab. فراس فياض (ur. 20 września 1984) – syryjski reżyser i scenarzysta filmowy. Twórca wielokrotnie nagradzanych filmów dokumentalnych obrazujących tragedię wojny domowej. Pierwszy w historii Syryjczyk nominowany do Oscara.
Zdobył dwukrotnie nominację do Oscara za najlepszy pełnometrażowy film dokumentalny za filmy Ostatni w Aleppo (2017) i Jaskinia (2019). Pierwszy z nich wyróżniono również Wielką Nagrodą Jury w konkursie międzynarodowych filmów dokumentalnych na Sundance Film Festival, a drugi – nominacją do Europejskiej Nagrody Filmowej dla najlepszego dokumentu roku.